# Craspedosis albigutta
Craspedosis albigutta là một loài bướm đêm trong họ Geometridae.